# Deweyeva decimalna klasifikacija
Deweyeva decimalna klasifikacija (DDC, naziva se još i Deweyev decimalni sustav) primarno je sustav knjižnične klasifikacije. DDC je najrašireniji sustav klasifikacije u svijetu, knjižnice u više od 135 zemalja kontinuirano se služe s DDC u organizaciji i pristupu njihovim zbirkama. DDC je preveden na više od 30 jezika.

## Povijest
Autor klasifikacijskog sustava Melvil Dewey (1851. – 1931.) utemeljio je American Library Association, The Library Journal i School of Library Economy, a nacrt DDC izradio je za potrebe knjižnice Amherst Collegea (1873.).
Godine 1876. u zborniku „Public Libraries in the United States of America“ široj javnosti prvi put iznosi osnovne principe svoje klasifikacije čije je prvo izdanje objavljeno iste godine pod nazivom „A Classification and Subject Index for cataloguing and arranging the books and pamphlets of a library“. Od tada se konstantno vrši revizija kako bi se održao korak s ekspanzijom znanja, a posljednje 22. revidirano izdanje objavljeno je 2003. godine. Tek s DDC klasifikacijska oznaka je postala „stvarna“ adresa nekog dokumenta kojeg ovaj zadržava „za čitav svoj život“ te je tako u slučaju stručnog smještaja fonda nepotrebna oznaka police kako bi se dokument mogao smjestiti, a kasnije i pronaći. 

## Struktura
Temelj DDC je organizacija svog znanja u deset glavnih skupina prikazanih arapskim brojevima. Svaka glavna skupina sadrži 10 podskupina, a svaka podskupina sadrži 10 sekcija. Cijeli se sustav tako može prikazati pomoću 10 glavnih skupina, 100 podskupina i 1000 sekcija. Odabir decimale kao kategorije omogućava da DDC egzistira kao numerički sustav i hijerahijski organiziran sustav s bogatim vezama među predmetima. Spajanjem elemenata iz različitih dijelova sustava stvara se broj koji predstavlja sadržaj predmeta koristeći se dijelovima fasetne klasifikacije.
Strukturu klasifikacijskog sustava čine glavne tablice 0 – 9 i pomoćne tablice: oblik, mjesto, podjela književnosti, podjela jezika, etničke zajednice, osobe, jezici. Brojevi iz pomoćnih tablica ne mogu stajati samostalno.
Izvod iz tablica – stručne skupine
000              Općenito
100              Filozofija, psihologija
200              Religija
300              Društvene znanosti
400              Jezikoslovlje
500              Prirodne znanosti, matematika
600              Tehničke znanosti, primijenjene znanosti
700              Umjetnost, rekreacija
800              Književnost
900              Povijest, geografija
Izuzev skupine 000 – Općenito i 800 – Književnost (fikcija), djela se klasificiraju prema predmetu stvarajući tako klasifikacijsku oznaku s najmanje tri znamenke, a nedefinirane duljine.Decimalna točka bilježi se iza prve tri znamenke.
Knjige se smještaju na policu u rastućem brojevnom nizu; cijeli broj s lijeve strane decimalne točke niže se po redu dok se broj s desne strane decimalne točke uspoređuje znamenku po znamenku. Kada knjige govore o istom predmetu te prema tome imaju i isti klasifikacijski broj, drugi red u klasifikacijskoj oznaci sadrži prvo slovo (ili slova) autorovog prezimena (ili naslova ako autor nije naveden), redaju se abecednim redom.

## Osobitosti
Najvažnija osobina sustava je predmetno kazalo (Relative Index) koje abecednim redom donosi popis svih pojmova kako u kontekstu u kome se javljaju tako i u kontekstu u kojem bi se eventualno mogli pojaviti. Kazalo DDC uključuje i sinonime i upute na druga mjesta te na taj način postaje i koristan vodič u proučavanju pojmovnih veza u DDC. Tako se npr. pojam „obrazovanje“ nalazi na približno 60 mjesta. 
Tablice DDC osnova su složenije Univerzalne decimalne klasifikacije (UDK) koja spaja osnovne Deweyeve brojeve s odabranim interpunkcijskim znakovima (zarez, dvotočka, zagrade itd.).

## Prednosti i nedostaci
Osnovna prednost DDC ispred Klasifikacije Kongresne knjižnice (LCC) je njegova univerzalnost, jednostavnost, pogodna struktura sustava koja omogućuje daljnje širenje i vrlo dobro predmetno kazalo. Zbog korištenja faseta DDC i UDK fleksibilniji su sustavi dok je LCC skoro u potpunosti nabrajajuća. 
Glavnim nedostacima sustava smatra se razdvojenost srodnih skupina lingvistika i književnost, različiti kriteriji pri razradi pojedinih stručnih skupina (npr. društvene znanosti dijele se po disciplinama, geografija po kontinentima) i različita razrađenost pojedinih skupina. 
U usporedbi s LCC jedan od nedostataka DDC je i njegova nemogućnost prilagodbe i praćenja razvitka znanstvenih disciplina osobito u području strojarstva i informatike te zbog toga mnoge akademske knjižnice u SAD-u ne koriste DDC.

## Administracija
Online Computer Library Center of Dublin, Ohio (OCLC) stekao je autorska prava vezana uz DDC 1988. godine te je preuzeo održavanje sustava i objavljivanje novih izdanja sustava.
Posao dodjeljivanja brojeva novim knjigama provodi odjel Kongresne knjižnice, čije preporučene dodjele ili odbija ili prihvaća OCLC nakon razmatranja od strane savjetodavnog vijeća. Do ovog trenutka svi predloženi brojevi su prihvaćeni.

## Vanjske poveznice
- Introduction to Dewey Decimal Classification